# Liste des automotrices et autorails protégés aux monuments historiques
Cet article recense les autorails et automotrices de chemin de fer de France classés ou inscrits au titre des monuments historiques.

## Méthodologie
La liste prend en compte les autorails et automotrices classés ou inscrits au titre des monuments historiques. La date correspond à l'année de protection, la localisation à leur dernier emplacement connu, ou leur emplacement actuel.

## Autorails et automotrices

### Autorails
| Commune                | Lieu                                                  | Désignation                                                                                               | Type                          | Protection | Date de protection | Base Palissy   | Image                      |
| ---------------------- | ----------------------------------------------------- | --- | ----------------------------- | ---------- | ------------------ | -------------- | -------------------------- |
| Ambert                 | Agrivap                                               | Autorail Renault, X 4204, à voie normale                                                                  | autorail panoramique          | Classé     | 1998               | « PM78001092 » | Image manquante Téléverser |
| Riom-ès-Montagnes      | Chemins de Fer de la Haute-Auvergne                   | Autorail Decauville X 2403, à voie normale                                                                | autorail                      | Classé     | 2010               | « PM15000759 » | Proposez une photo         |
| Thoré-la-Rochette      | Train Touristique de la Vallée du Loir                | Autorail Decauville X 2419, à voie normale                                                                | autorail                      | Classé     | 2010               | « PM41000961 » | Proposez une photo         |
| Connerré               | Transvap                                              | Autorails formés par deux autocars Verney LP 48 1453, à voie normale                                      | autorail                      | Classé     | 1997               | « PM72001390 » | Proposez une photo         |
| Connerré               | Transvap                                              | Autorails formés par deux autocars Verney LP 48 1452, à voie normale                                      | autorail                      | Classé     | 1997               | « PM72001290 » | Proposez une photo         |
| Connerré               | Transvap                                              | autorail Billard no 903, à voie normale                                                                   | autorail type A75D            | Classé     | 1997               | « PM72001291 » | Proposez une photo         |
| Guîtres                | Train touristique de Guîtres à Marcenais              | autorail De Dion-Bouton M7, à voie normale                                                                | autorail type MY              | Classé     | 1997               | « PM33000430 » | Image manquante Téléverser |
| Guîtres                | Train touristique de Guîtres à Marcenais              | autorail De Dion-Bouton M-104, à voie normale                                                             | autorail type NT              | Classé     | 1997               | « PM33000429 » | Proposez une photo         |
| Langueux               | Association des chemins de fer des Côtes-du-Nord      | autorail De Dion-Bouton no 16, à voie métrique                                                            | autorail type OC1             | Classé     | 2004               | « PM22002076 » | Proposez une photo         |
| Pacy-sur-Eure          | Chemin de fer de la vallée de l'Eure                  | autorail Renault X 3601, à voie normale                                                                   | autorail ABJ4                 | Classé     | 1998               | « PM27001948 » | Proposez une photo         |
| Pithiviers             | Musée des transports de Pithiviers                    | autorail Crochat AT1, à voie étroite                                                                      | autorail pétroléo-électrique  | Classé     | 1996               | « PM45000816 » | Proposez une photo         |
| Thouars                | Train à vapeur thouarsais                             | Troisième prototype des autorails FNC X 8013, dit la Richelaise, à voie normale                           | autorail FNC                  | Classé     | 1997               | « PM37001046 » | Image manquante Téléverser |
| Tournon-sur-Rhône      | Chemin de fer du Vivarais                             | autorail double articulé Brissonneau et Lotz ZM8-ZR4, à voie métrique                                     | autorail                      | Classé     | 1996               | « PM07000435 » | Image manquante Téléverser |
| Tournon-sur-Rhône      | Chemin de fer du Vivarais                             | autorail Billard no 213, à voie métrique                                                                  | autorail Billard type A150D   | Classé     | 1996               | « PM07000434 » | Proposez une photo         |
| Burnhaupt-le-Haut      | Train Thur Doller Alsace                              | autorail De Dietrich X 3710, à voie normale                                                               | autorail De Dietrich          | Classé     | 2011               | « PM68000975 » | Image manquante Téléverser |
| Tence                  | Velay Express                                         | Autorail articulé à deux caisses Billard no 222, à voie métrique, construit en 1939 pour le CFD Vivarais. | autorail articulé type A150D2 | Classé     | 1997               | « PM43000986 » | Proposez une photo         |
| Montmarault            | Chemin de fer de l'Allier confié par le Velay Express | Autorail De Dion-Bouton no 204, à voie métrique, construit en 1935 pour le CFD Vivarais.                  | autorail type ND              | Classé     | 1997               | « PM43000987 » | Proposez une photo         |
| Perrigny-lès-Dijon     | Autorails de Bourgogne-Franche-Comté (ABFC)           | Autorail Renault X 4039, à voie normale                                                                   | autorail « Picasso »          | inscrit    | 2023               | « PM21007130 » | Proposez une photo         |
| Perrigny-lès-Dijon     | Autorails de Bourgogne-Franche-Comté (ABFC)           | Autorail Renault X 3886, à voie normale                                                                   | autorail « Picasso »          | inscrit    | 2023               | « PM21007131 » | Image manquante Téléverser |
| Gouarec                | Chemin de fer de Bon-Repos                            | Autorail Decauville X 232, à voie métrique                                                                | autorail type DXW             | inscrit    | 2008               | « PM21007131 » | Proposez une photo         |
| Saint-Valery-sur-Somme | Chemin de fer de la baie de Somme                     | Autorail Type 401 CGVFIL M 42, à voie métrique                                                            | autorail                      | inscrit    | 2019               | « PM80005964 » | Proposez une photo         |

### Automotrices
| Commune | Lieu | Désignation                                    | Type        | Protection | Date de protection | Base Palissy   | Image                      |
| ------- | ---- | ---------------------------------------------- | ----------- | ---------- | ------------------ | -------------- | -------------------------- |
| Limoges |      | automotrice à voie normale, Z 4909             | automotrice | Classée    | 2003               | « PM87000733 » | Proposez une photo         |
| Paris   |      | automotrice Sprague-Thomson, 2e classe, M 1269 | automotrice | Classée    | 1998               | « PM75003690 » | Proposez une photo         |
| Paris   |      | automotrice Sprague-Thomson, 2e classe, M 1350 | automotrice | Classée    | 1998               | « PM75003694 » | Image manquante Téléverser |

### Remorques d'autorails et d'automotrices
| Commune     | Lieu                                                   | Désignation | Type     | Protection | Date de protection | Base Palissy   | Image                      |
| ----------- | ------------------------------------------------------ | --- | -------- | ---------- | ------------------ | -------------- | -------------------------- |
| Montmarault | Chemin de fer de l'Allier confiée par le Velay Express | Remorque à un essieu pour autorails De Dion-Bouton, NF n°62 construite en 1935 par De Dion-Bouton à Puteaux pour le réseau CDF du Vivarais    | Remorque | Classé     | 1997               | « PM43000989 » | Proposez une photo         |
| Montmarault | Chemin de fer de l'Allier confiée par le Velay Express | Remorque à deux essieux R1 pour autorails De Dion-Bouton, construite en 1935 par De De Dion-Bouton à Puteaux pour le réseau CFD des Charentes | Remorque | Classée    | 1997               | « PM43000988 » | Image manquante Téléverser |
| Paris       |                                                        | Remorque sprague-Thomson, 2e classe, Bb 434                                                                                                   | Remorque | Classée    | 1998               | « PM75003691 » | Image manquante Téléverser |
| Paris       |                                                        | Remorque sprague-Thomson, 1re classe, Ab 475                                                                                                  | Remorque | Classée    | 1998               | « PM75003692 » | Image manquante Téléverser |
| Paris       |                                                        | Remorque sprague-Thomson, 2e classe, Bb 761                                                                                                   | Remorque | Classée    | 1998               | « PM75003693 » | Image manquante Téléverser |